# Dashan
Dashan (大山, pinyin : Dàshān, lit. "Grande Montagne") (né en 1965 à Ottawa en Ontario) est le nom de scène chinois adopté par le Canadien Mark Rowswell qui travaille en tant qu'artiste en Chine. Dashan est peut-être l'occidental le plus connu en Chine, alors qu'il est presque inconnu en Occident.

## Histoire

### Éducation
Rowswell débuta ses études de Chinois à l'Université de Toronto en 1984. Le nom chinois que lui avait attribué son professeur était alors Lu Shiwei (路士伟). Après avoir obtenu son diplôme en 1988, Rowswell reçut une bourse pour continuer ses études de Chinois à l'Université de Pékin.

### Première apparition à la télévision
Rowswell fit sa première apparition à la télévision chinoise afin d'accueillir une compétition internationale de chanson en novembre 1988. Le mois suivant, il fut invité à jouer dans une comédie sur la chaîne de télévision nationale CCTV à l'occasion de son gala pour le nouvel an, programme dont l'audience est estimée à 550 millions de personnes.

### Une célébrité accidentelle?
À cause de l'aspect soudain de la montée de sa popularité, Dashan a été appelé une "célébrité accidentelle". Cependant, la longévité dont il fait preuve après plus de 20 ans tend à suggérer qu'il ne s'agit pas d'un simple accident. De nombreux étrangers apparaissent régulièrement à la télévision en Chine et les étrangers qui parlent couramment le Chinois ne sont plus aussi rares qu'à l'époque mais aucun étranger n'a encore atteint le niveau de popularité que connaît Dashan en Chine.